# Bernhard Turley
Bernhard Turley (* 1831 in Przechowo bei Schwetz, Preußen; † 25. Dezember 1908 in Oelsnitz/Erzgeb.; vollständiger Name Bernhard Friedrich Hermann Turley) war ein deutscher Bergbeamter.

## Leben und Wirken

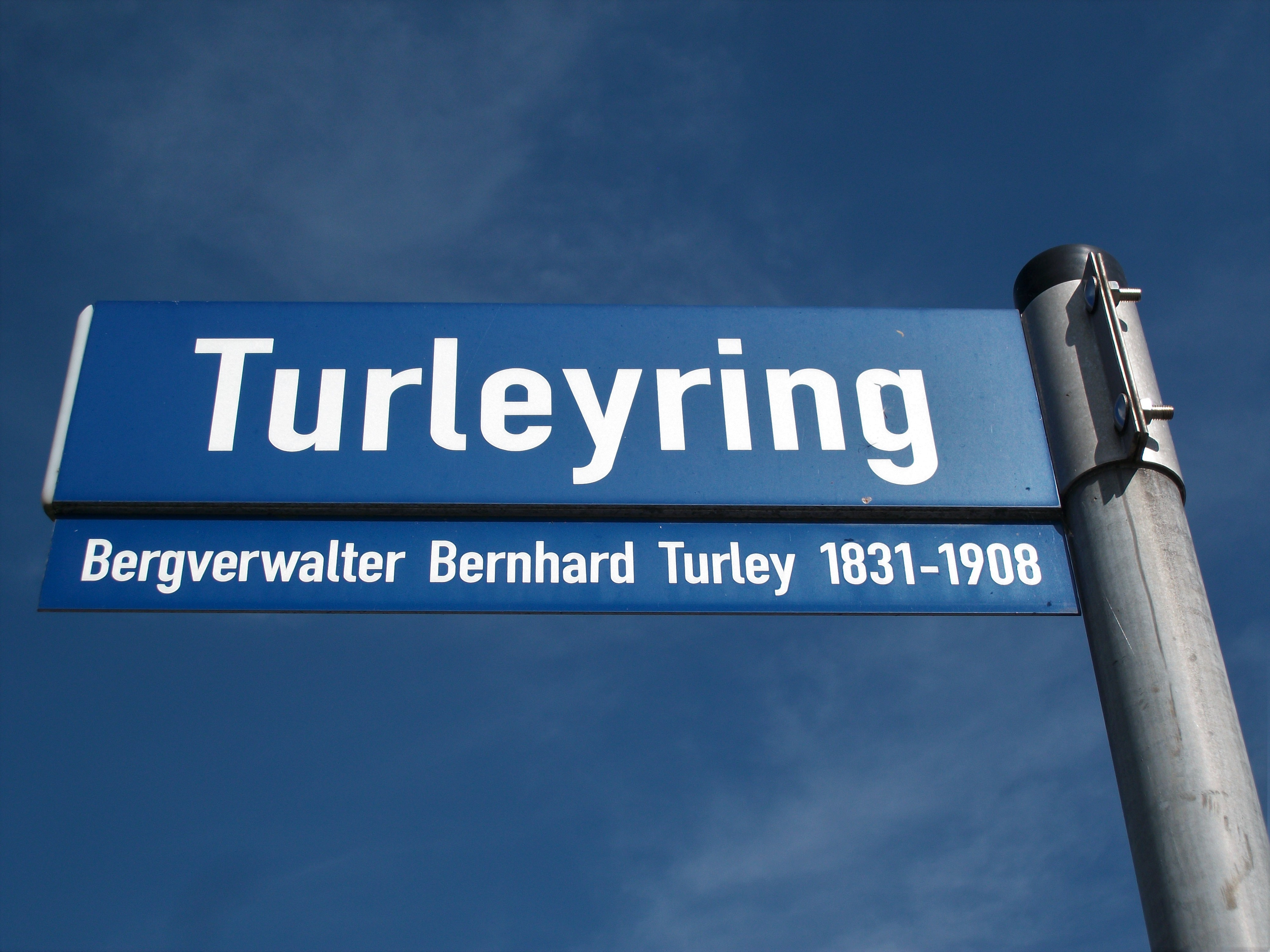
Oelsnitz/Erzgeb., Straßenschild Turleyring

Turley war Sohn eines Mühlen- und Gutsbesitzers. Nach den ersten Schuljahren besuchte er ab 1845 das Gymnasium in Bromberg. Ab 1852 studierte er an der Universität zu Berlin. Zuerst interessierte er sich für die philosophische Fakultät, widmete sich jedoch später den naturwissenschaftlichen und juristischen Fächern. Insbesondere interessierte er sich für Hüttenkunde und bergmännische Fächer. 1854 wechselte er an die Bergakademie Freiberg in Sachsen, das Studium, in dem er u. a. Mineralogie, Chemie, Physik, Mathematik, Markscheidekunst, Bergmaschinenlehre, Lagerstättenlehre und viele praktische Kurse belegte, schloss er mit Ingenieurdiplom ab. In Freiberg lernte er auch seine spätere Frau Eleonore Anna May kennen, die er 1860 in Dresden heiratete.
Seine berufliche Laufbahn führte ihn zuerst in Steinkohlengruben in Baden, danach nach Mähren und ab 1860 nach Motala in Schweden. Hier lernte er 1863 Alfred Nobel kennen, für den er zeitweise arbeitete, über dessen Arbeiten in Fachzeitschriften berichtete und mit dem er jahrelang in Verbindung stand. Insbesondere sind Briefwechsel zur Anerkennung der Patente Nobels mit Turley bekannt. Ab 1872 war er Bergverwalter bei der Steinkohlen-Aktiengesellschaft Vereinsglück in Oelsnitz im Erzgebirge um die vermutete Lagerstätte zu erschließen. Diese Tätigkeit wurde 1879 beendet und Turley wurde Holzhändler in Oelsnitz auf der heutigen Kammerrat-Beck-Straße 2, wo er zu diesem Zweck für seine Familie ein Haus baute. In der Ehe von Eleonore und Bernhard Turley wurden acht Kinder geboren. Der älteste Sohn, Axel Turley, wurde Telegrafenbeamter in Daressalam.
Zu Turleys besonderen Leistungen zählt die Erfindung des Gichthutes für Hochöfen zur besseren Ableitung der Gase sowie die umfangreichen Veröffentlichungen zum Montanwesen seiner Zeit, aber auch über Nobels verbessertes Sprengpulver.
Zu seinem Andenken tragen in Oelsnitz eine Straße "Turleyring" sowie die städtische Oberschule seinen Namen.